# Efekt zaprzeczania
Efekt zaprzeczania – określenie tendencji do krytycznego analizowania informacji, sprzecznych z własnymi poglądami oraz bezkrytycznego akceptowania informacji, które są z nimi zgodne.
Jest to błąd poznawczy blisko związany z błędem potwierdzenia, określającym tendencję do unikania faktów, mogących podważyć nasze poglądy.
W badaniach psychologicznych (Lord, Ross, Lepper, 1979) prezentowano 24 zwolennikom i 24 przeciwnikom kary śmierci wyniki rzekomych badań nad tą karą. Stwierdzono, że badania, których wnioski były zgodne z wcześniejszą opinią oceniającego były oceniane znacznie wyżej niż te, których wnioski były przeciwne. Oceniający potrafili przy tym przytoczyć wiele argumentów i szczegółów na potwierdzenie swojej oceny. Faktycznie wszystkim prezentowano dokładnie te same badania, zmieniając jedynie rzekome wnioski z nich wynikające.
Jednym ze skutków tego efektu jest zjawisko wrogich mediów.